# Riama laevis
Riama laevis är en ödleart som beskrevs av  George Albert Boulenger 1908. Riama laevis ingår i släktet Riama och familjen Gymnophthalmidae. Inga underarter finns listade i Catalogue of Life.